# Braeburn
'Braeburn' es una variedad cultivada de manzanas de origen neozelandés, que es firme al tacto con una apariencia de rayas verticales rojo / naranja sobre un fondo amarillo / verde. Su intensidad de color varía con las diferentes condiciones de crecimiento.
Fue descubierto como planta de semillero en 1952 por el agricultor O. Moran de Waiwhero en las colinas de Moutere cerca de Motueka, Nueva Zelanda. Luego fue cultivada por el vivero Williams Brothers como una variedad potencial de exportación. Es una plántula de la manzana 'Lady Hamilton'. La manzana lleva el nombre de la parcela de cultivo "Braeburn Orchard", cerca de Motueka, donde se cultivó comercialmente.
Las manzanas Braeburn tienen una combinación de sabor dulce y amargo. Están disponibles de octubre a abril en el hemisferio norte. y son de tamaño mediano a grande. Son una fruta popular para los productores debido a su capacidad de soporta bien el almacenaje refrigerado.
Las manzanas Braeburn son útiles para cocinar, ya que mantienen su forma y no liberan una gran cantidad de líquido, lo que las hace ideales para tartas. Según la página web "US Apple Association" es uno de los quince cultivares de manzana más populares en los Estados Unidos.

## Susceptibilidad a la enfermedad
- Moteado: alta[7]
- Oídio: alto
- Óxido de manzana de cedro: alto
- Fuego bacteriano: alto